# Петер Гамор
Петер Гамор (словац. Peter Hámor, 18 липня 1964) — видатний словацький альпініст родом із Попраду. У 2017 році завершив здобуття  Корони Гімалаїв і Каракоруму, подолавши всі 14 найвищі восьмитисячники світу.

## Досягнення в альпінізмі
Високогорним альпінізмом Гамор почав займатися в 1986 р. в горах Паміру, де успішно піднявся на Пік Корженевської, а через два роки безуспішно намагався підкорити Хан-Тенгрі в горах Тянь-Шаню. Після оксамитової революції почав підніматися в  Альпах, де в 1993 р. піднявся північним схилом на Матергорн і через два роки і також північною стіною на Ейгер. В 1996 р. безуспішно намагався підкорити свій перший восьмитисячник Лхоцзе, а в 1998 р. зійшов на вершину найвищої гори світу Еверест із застосуванням кисню.

У 2000–2005 рр. став першим словацьким альпіністом, що підкорив найвищі вершини усіх континентів. Згодом зосередив всю увагу на сходженнях у Гімалаях і Каракорумі. В 2006 році підкорив три восьмитисячники — Чо-Ойю, Аннапурну і Броуд-пік. Роком пізніше разом з Петром Моравським (Piotr Morawski)]] і Додо Копольдом (Dodo Kopold) стояли на вершині дев'ятої за висотою гори в світі Нангапарбат, трійця розпочала сходження ще й на восьмитисячник К2, але досягли лише висоти 8000 м. Наступного року удвох з Моравським протягом двох тижнів підкорили вершини Гашербрум І і Гашербрум ІІ. 2008 р. разом з Моравським планували підкорити Дхаулагірі і Манаслу, однак на Дхаулагірі Моравський загинув.
У 2010 р. став першою людиною у світі, яка двічі ступала на вершину  Аннапурни, a роком пізніше спромігся підкорити п'яту за висотою вершину світу Макалу. В 2012 р. протягом трьох місяців зійшов на  Канченджангу і К2. Пізніше, в 2014 р., здолав Шишабангму, a в 2016 р. — Манаслу. В 2017 р. підкорив 14-й з восьмитисячників - Дхаулагірі і став першим серед словацьких альпіністів, які здобули Корону Гімалаїв.

## Успішні сходження на восьмитисячники
- 1998 Еверест (8848 м н.р.м.)
- 2006 Чо-Ойю (8201 м н.р.м.)
- 2006 Аннапурна (8091 м н.р.м.) — 1-ше словацьке сходження
- 2006 Броуд-пік (8047 м н.р.м.) — 1-ше словацьке сходження
- 2007 Нангапарбат (8125 м н.р.м.)
- 2008 Гашербрум І (8068 м н.р.м.)
- 2008 Гашербрум ІІ (8035 м н.р.м.)
- 2010 Аннапурна (8091 м н.р.м.)
- 2011 Макалу (8465 м н.р.м.)
- 2012 Канченджанга (8586 м н.р.м.)
- 2012 К2 (8611 м н.р.м.)
- 2013 Лхоцзе (8516 м н.р.м.)
- 2014 Шишабангма (8027 м н.р.м.)
- 2016 Манаслу (8163 м н.р.м.) на вершині 10 квітня; без кисню і шерпів, у зв'язці з румуном Горья Колібасану[1]
- 2017 Дхаулагірі (8167 м н.р.м)[2]

## Найвищі вершини континентів (Корона планети)
- 2000 Пунчак-Джая (4884 м н.р.м.) — 1-ше словацьке сходження
- 2001 Мак-Кінлі (6194 м н.р.м.) — 2 сходження двома командами, третє сходження в 2005 р.
- 2001 Кіліманджаро (5895 м н.р.м.)
- 2002 Аконкагуа (6962 м н.р.м.) — 2 сходження двома командами, третє сходження в 2003 р.
- 2002 Ельбрус (5642 м н.р.м.)
- 2003 Масив Вінсон (4892 м н.р.м.) — 1-ше словацьке сходження

### Ресурси Інтернету
- oficiální stránky Petera Hámora
- stránky slovenského výškového horolezectví [Архівовано 28 листопада 2021 у Wayback Machine.]